# Từ Kiều
Từ Kiều (sinh ngày 5 tháng 8 năm 1997) là một nữ diễn viên người Trung Quốc. Cô nổi tiếng với vai diễn Chu Tiểu Địch trong bộ phim Siêu khuyển thần thông (2008).

## Sự nghiệp
Năm 2003, Từ Kiều gia nhập đoàn nghệ thuật "Thất sắc hoa", lần đầu tham gia các vở kịch "Thạch nguyên tiểu vũ thai" "thất sắc hoa chi dạ". Một năm sau, cô được trao giải "Học viên ưu tú" của đoàn Thất sắc hoa.
Năm 2005, cô tham gia biểu diễn trong chương trình văn nghệ "Hồng ngũ nguyệt" và chương trình thiếu nhi toàn quốc "Tố chất bôi". Cũng trong năm này tham gia diễn xuất "Hình tượng thành phố Ninh ba"
Năm 2006, tham gia chương trình vẽ tranh thiếu nhi toàn quốc "Song Long bôi", đoạt giải nhất.
Tháng 8 năm 2006, có tin đoàn làm phim của Châu Tinh Trì tuyển người vào vai chính trong phim mới của họ, Từ Kiều liền đăng ký tham gia. Vượt qua hàng vạn thí sinh, Từ Kiều đã được Châu Tinh Trì chọn vào vai chính của bộ phim khoa học viễn tưởng này. Vai diễn của Từ Kiều trong phim là Chu Tiểu Địch, một cậu bé tinh quái, lì lợm, con trai của Chu Thiết, do Chu Tinh Trì thủ diễn. Đây cũng là lần đầu tiên Từ Kiều tham gia diễn xuất trong phim điện ảnh.
CJ7 thành công lớn, vai diễn của Từ Kiều đạt nhiều giải thưởng và đề cử tại các LHP Châu lục và các nước nói tiếng Hoa. Ngày 20 tháng 4 năm 2009, tại LHP Kim Tượng lần thứ 28, Từ Kiều nhận giải "Diễn viên mới".
Sau thành công đầu tay, cô được mời vào một phim giả tưởng mới của Vương Tinh: Cảnh sát tương lai. Trong phim, cô đóng vai con gái của Lưu Đức Hoa và Từ Hi Viên. Vương Tinh cho biết phim sẽ ra mắt vào năm 2010.

## Phim tham gia
- Siêu khuyển thần thông (CJ7, 2008)
- Hoa Mộc Lan (2009)
- Cảnh sát tương lai (2010)
- Đại Võ Đang chi Thiên địa mật mã (2012)
- Đêm Đầy Sao (2011)
- Mr.Go (2013)
- Câu Vòng Tuyết vai Trương Diệu Ảnh (Tina)

## Giải thưởng và đề cử
- Học viên xuất sắc của đoàn nghệ thuật Thất Sắc Hoa (2004)
- "Diễn viên mới" tại LHP Kim Tượng lần thứ 28 với vai Chu Tiểu Địch (2009)